# Милосав Васиљевић
Милосав Васиљевић (Наталинци, 18. фебруар 1900 — Буенос Ајрес, 28. септембар 1978) je био инжењер. Познат као Комесар привреде у Влади Народног спаса Милана Недића.
Био је доцент на Београдском универзитету, а једно време и
директор Београдског сајма.
За време прогона "ЗБОР"-а од стране владе Цветковић-Мачек, међу првим ухапшенима је био и Милосав Васиљевић. И он је, са осталима, недељама држан у затвору а да није изведен пред суд.
После слома Југославије, априла 1941. године, стаје на чело Комесаријата привреде у Комесарској управи, у коме су била уједињена министарства привреде и шума и руда. Дао је оставку на место комесара привреде у августу по жељи Димитрија Љотића, који је тиме желео да изазове Аћимовићев пад, што се и догодило.
Умро је у Аргентини а опело му је одржано у цркви светог Саве у Буенос Ајресу. Опело је извршио руски свештеник отац Јован. Сахрањен је у гробљу Шарутеј у Буенос Ајресу.

## Дела
- Истина о Совјетском Савезу,
- Управљање предузећем са особитим погледом на грађевинско предузеће, 1934.
- Правци сутрашњице у етици, политичкој економији, политици, 1934.
- Зборашки социолошки требник, 1940.
- Човек и заједница: Основи савремене социологије, 1944.